# Женева (кантон)
Женѐва (на френски: Genève, на немски: Genf, на италиански: Ginevra, на романшки: Genevra), официално Република и кантон Женeва, е един от кантоните на Швейцария. Населението му е 466 536 жители (август 2011 г.), а има площ от 282,48 km². Административен център е град Женева, вторият по население в страната. Официален език е френският. По данни от 2007 г. около 37,40% от жителите на кантона са хора с чуждо гражданство (163 951 жители). От жителите в кантона към 2000 г. около 40% са католици, а 17% са протестанти.